# Fendlerella
Fendlerella é um género botânico pertencente à família Hydrangeaceae.

## Espécies
- Fendlerella lasiopetala Standl.
- Fendlerella mexicana Brandegee
- Fendlerella utahensis (S.Watson) A.Heller1